# 兄と妹

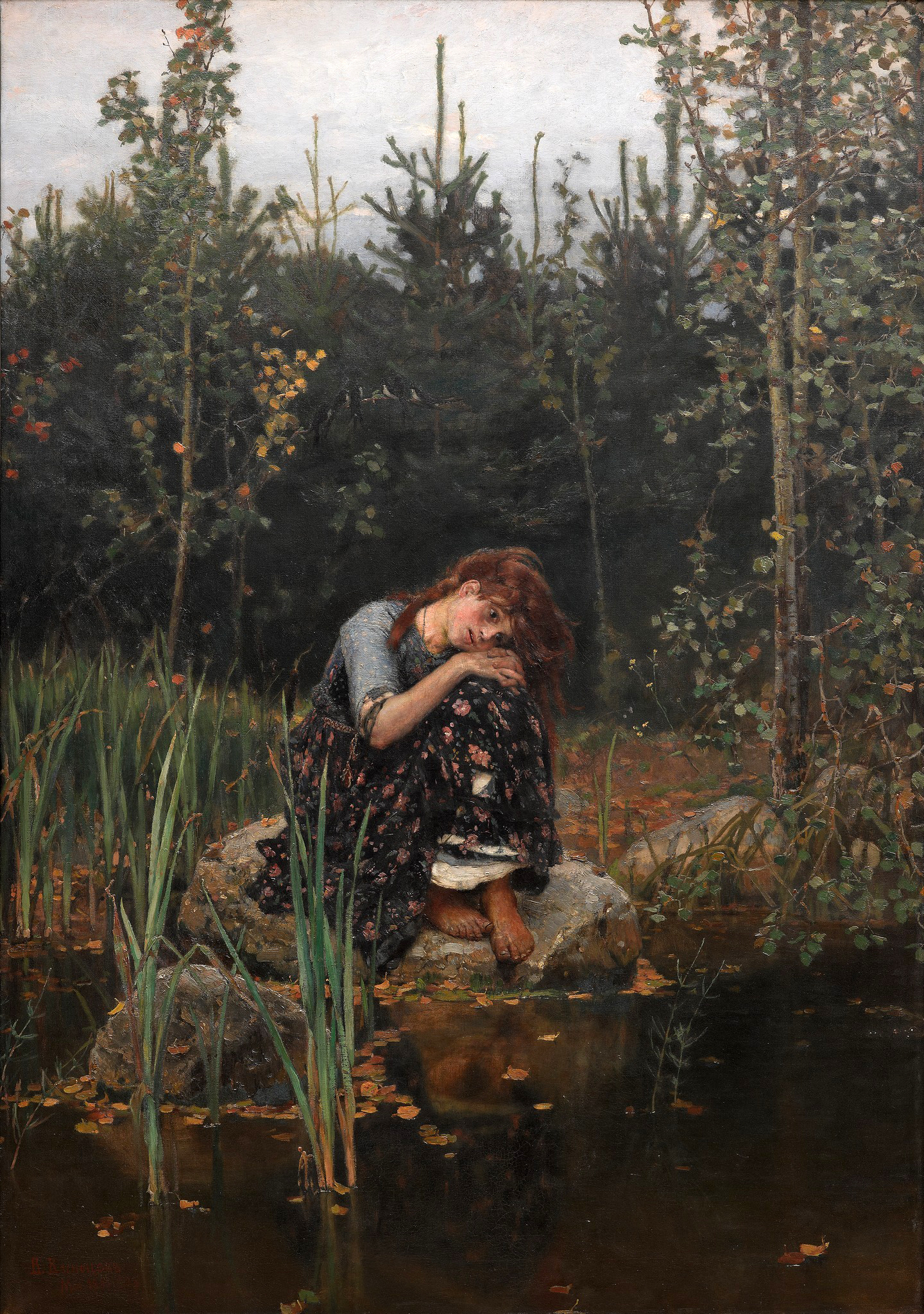
嘆き悲しむアリョーヌシカ（ヴィクトル・ヴァスネツォフ画）

兄と妹（あにといもうと）はヨーロッパに広く伝わる物語。『グリム童話』に収められているBrüderchen und Schwesterchen (KHM11)が最も知られている。AT分類480。
明確な年齢区分がなされていないため、姉と弟（あねとおとうと）とすることも多い。
グリム兄弟がこの話を収集する時、「ヘンゼルとグレーテル」も同一の題名で呼ばれていたために混乱が生じたとされる。結局「ヘンゼルとグレーテル」の方を改名することで収まったが、現在でも混同されることがある。
『グリム童話』初版では森の泉は1つしかなく、兄はそれを飲んで鹿に変身している。ヨーロッパの民間メルヘンには3回反復して進行する漸層法のストーリーが多く、グリム兄弟がこの話にメルヘンらしい厚みを加えるために手を加えた部分のひとつと考えられる。

## あらすじ
意地悪な魔女である継母に虐待されていた兄妹は2人で家出をする。
ふたりは森に入るが、継母は森の泉すべてに魔法をかけていた。
喉の渇いた兄は泉の水を飲もうとするが、「この水を飲んだものは虎になる」という声を聞いた妹は、兄が水を飲むのを止めさせた。しばらくして兄は、再び泉の水を飲もうとするが、「この水を飲んだものは狼になる」という声を聞いた妹は、兄が水を飲むのを止めさせた。
次に見つけた泉の「この水を飲んだものは鹿になる」という声を聞いた妹は、兄に水を飲まないように忠告したが、我慢できなくなった兄は泉の水を飲み、鹿に変身してしまう。妹は靴下留め（ガーターベルト）で作った首輪で兄が変身した姿である鹿と自分をつなぎ、小さな空き家に住み始めた。

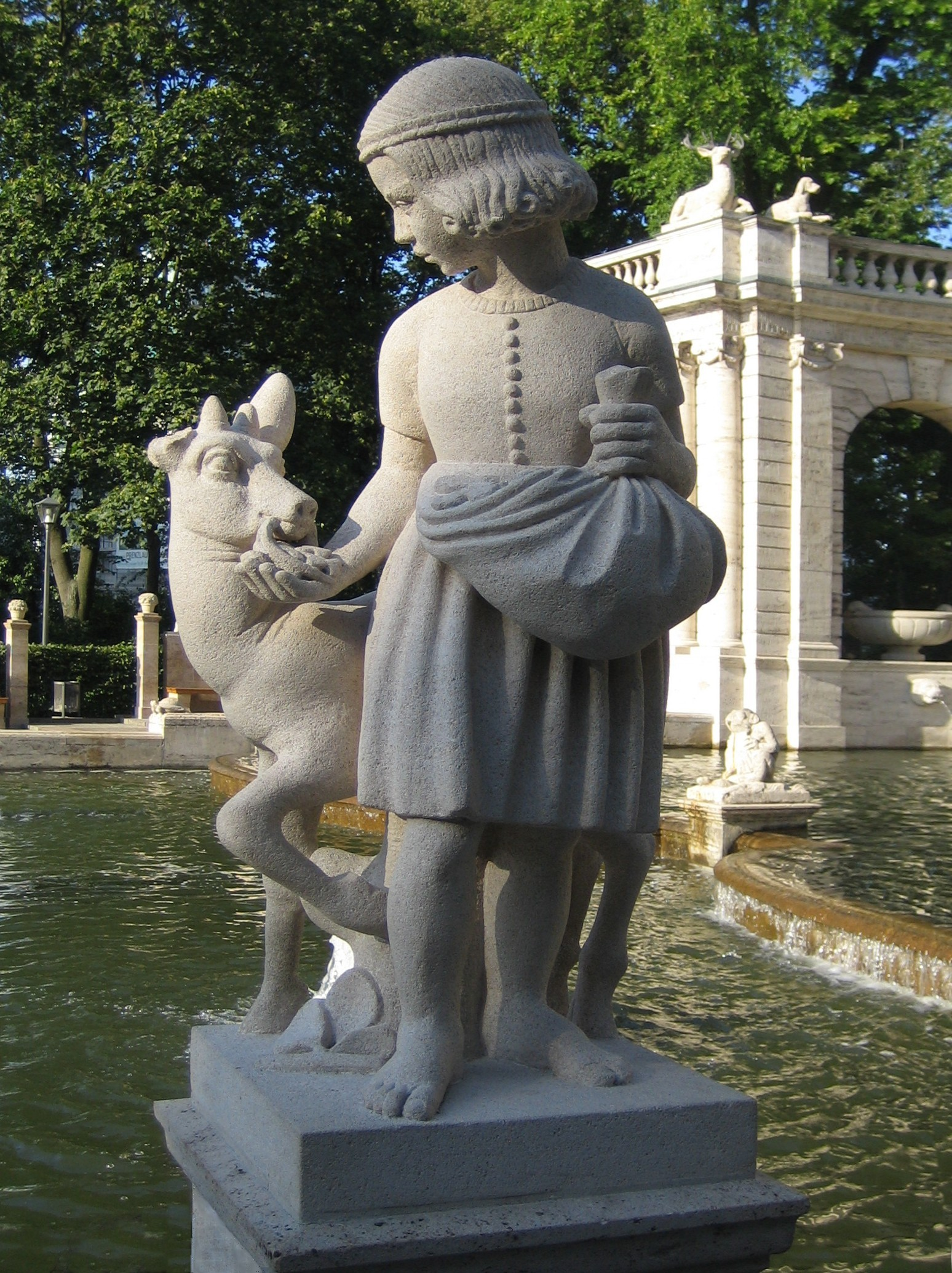

ある日、兄はその国の王が催した大仕掛けな狩りの音を聞き、見に行きたくてたまらなくなった。狩り場で負傷し、家に帰る鹿を追いかけて来た猟師達に小屋が見つかり、妹は王に見初められた。王は妹を城に連れて帰るが、妹の願いで鹿となった兄も連れて行く。妹は王と結婚し后となり、王子を産んだ。兄である鹿も大切に世話され、自由に過ごした。
継子達の幸せに嫉妬した継母と、継母の実子である隻眼の醜い娘は后となった妹を殺し、醜い娘を后そっくりに変えて王を誤魔化した。その日の夜から后は幽霊となって現れ、生まれたばかりの子供を世話し、側で寝ている鹿の背をなでて消えるようになった。王子の乳母はそれを夜ごとに目撃していたが、最初の頃は無言だった后が、ある日「自分が来るのはあと二度」とつぶやいて去った。乳母は王に目撃談を報告し、驚いた王は自ら待ち伏せすることにした。王が隠れて見ていると、はたして后は現れ「自分が来るのはあと一度」とつぶやいて去った。最後の日、たまらなくなった王は后の前に出て「お前はわたしの妻だ」と呼びかける。后が「はい、わたしはあなたの妻です」と応えたそのとき、神さまのお情けで后は生き返る。
悪事が露見した継母は火刑、隻眼の娘は八つ裂き刑にそれぞれ処せられ、魔女の死とともに鹿となった后の兄は元の姿に戻る。
参考文献
- 池田香代子, 2008年.「兄さんと妹」『完訳 グリム童話集 1』 講談社 <講談社文芸文庫> （底本：グリム『子供と家庭のメルヒェン集』第7版 1857）pp.105-118.

## 起源
この物語の最も古い文献は、17世紀に書かれたジャンバティスタ・バジーレの『ペンタメローネ』に残されており、これが大元ではないかと推測されている。
『ロシア民話集』に収められている「姉アリョーヌシカと弟イワーヌシカ」(СЕСТРИЦА АЛЁНУШКА И БРАТЕЦ ИВАНУШКА) では、3つの泉はそれぞれ、仔牛、仔馬、子ヤギに変身する。